# خاکشیر لندنی
خاکشیر لندنی، خاکشیر تلخ (نام علمی: Sisymbrium irio) نام یک گونه از سرده خاکشیر است.